# Вуста пекла

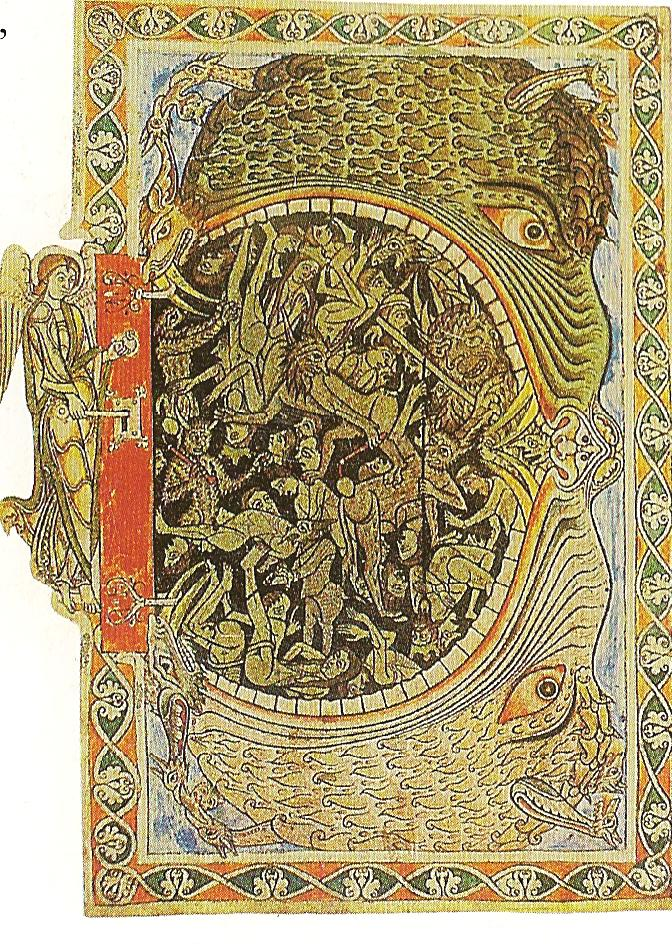
Архангел замикає щелепи пекла. Мініатюра з Вінчестерського псалтиря XII ст.

Вуста пекла — популярний у середньовічній іконографії мотив зображення брами пекла у вигляді розверстої пащеки чудовиська.

## Опис
Іконографія пекельних вуст заснована на біблійних текстах щодо подальшої долі грішників. У Псалмі 140-му у перекладі Пантелеймона Куліша сказано: «так кості наші розсиплються в челюстях пропасті підземної» А пророк Ісая попереджає, що через гріхи людські «пекло розширилося і безмірно розкрило пащу свою» (Іс. 5:14)
За середньовічними уявленнями, вуста пекла — вхід до пресподниці як зяючої пащі величезного чудища. Уперше цей образ з'явився в англо-саксонському мистецтві. За визначенням історика мистецтв Мейєра Шапіро, найстарішим прикладом вуст пекла є різьблення зі слонової кістки 800 року, що зберігається в музеї Вікторії й Альберта.
У XII—XIII ст. мотив поширився по всій Європі, залишаючись дуже популярним у сюжетах про Страшний суд і Зішестя в ад до кінця середньовіччя, а подекуди і до Ренесансу. Певним чином відродився після Реформації у народних мініатюрах, на яких релігійні опоненти зображувалися у пащі пекла. 1578 року до цього образу звертався Ель Греко. У пізніші часи з'являвся у політичних карикатурах. Наприклад, зображали Наполеона, який до вуст пекла веде своє військо.
Середньовічні театри часто мали спеціальні реквізити або механічний пристрій, за допомогою яких яскраво відтворювали вхід до пекла, щоб налякати аудиторію. Натомість, декорації Небес були у вигляді зубчастого входу до замку.

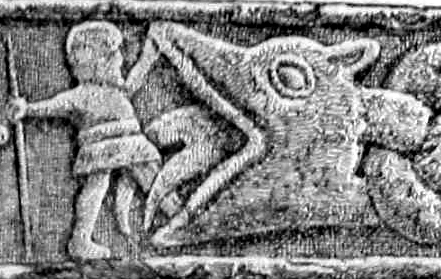
Фенрір. Запозичений мотив із легенди про Раґнарьок

На виставах розігрували сценки про збурення пекла, як звитяжний військовий похід Христа. Шапіро вважає, що, вочевидь, мотив про вуста пекла запозичили з германських легенд про Раґнарьок. У язичницькому міфі про судний день ідеться про вовчого монстра  Фенрір з величезною пащекою, якого роздер Відар, син Одіна. Зображення цієї сцени на Ґосфортському хресті, як уважається, є символом Христа й елементом англо-скандинавського мистецтва. Щоб асимілювати християнізованих вікінгів у північній Англії, церква дозволила об'єднати язичницькі міфологічні мотиви з християнськими, наприклад, на могильних плитах із різьбленим орнаментом.
В англо-саксонському творі «Верчельська книга» Сатана порівнюється з драконом, який пожирає грішників (4:46-8).
Серед можливих запозичень згадують ще образ кита-чудовиська Левіафана. Принаймні, в одній давній англійській поемі, ворота пекла порівнюються з пащекою кита.
Мотиви вуст пекла проглядаються також у творах Босха і його послідовників.

## Галерея

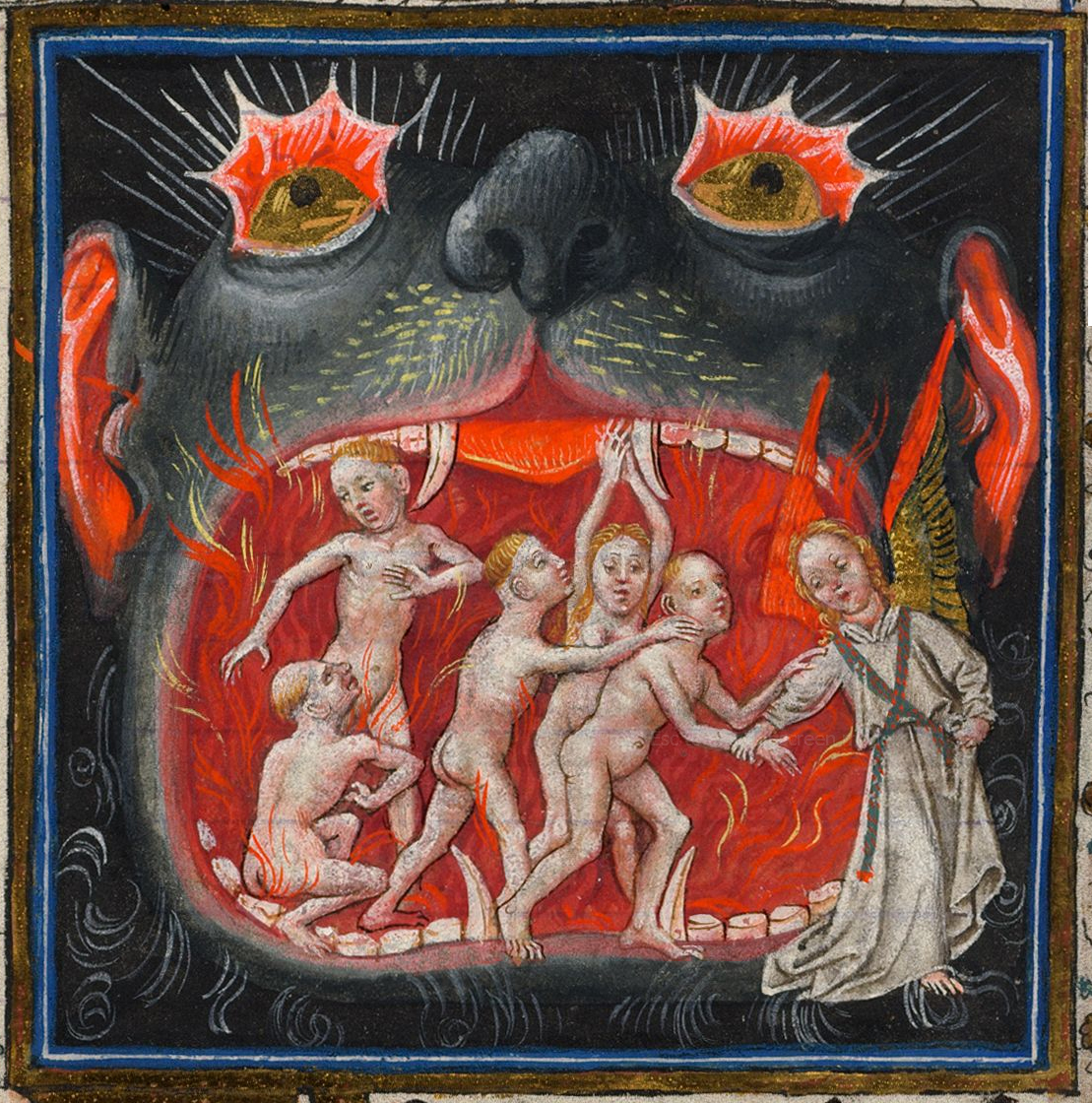
«Вуста пекла». Часослов Катерини Клевської
Вітраж «Вуста пекла», Бурзький собор, ХІІ ст.
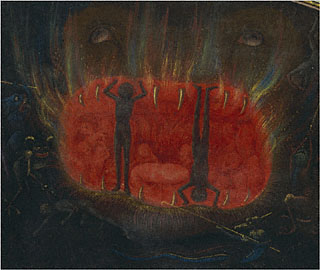
Симон Марміон. «Вуста пекла» (деталь, бл. 1475)
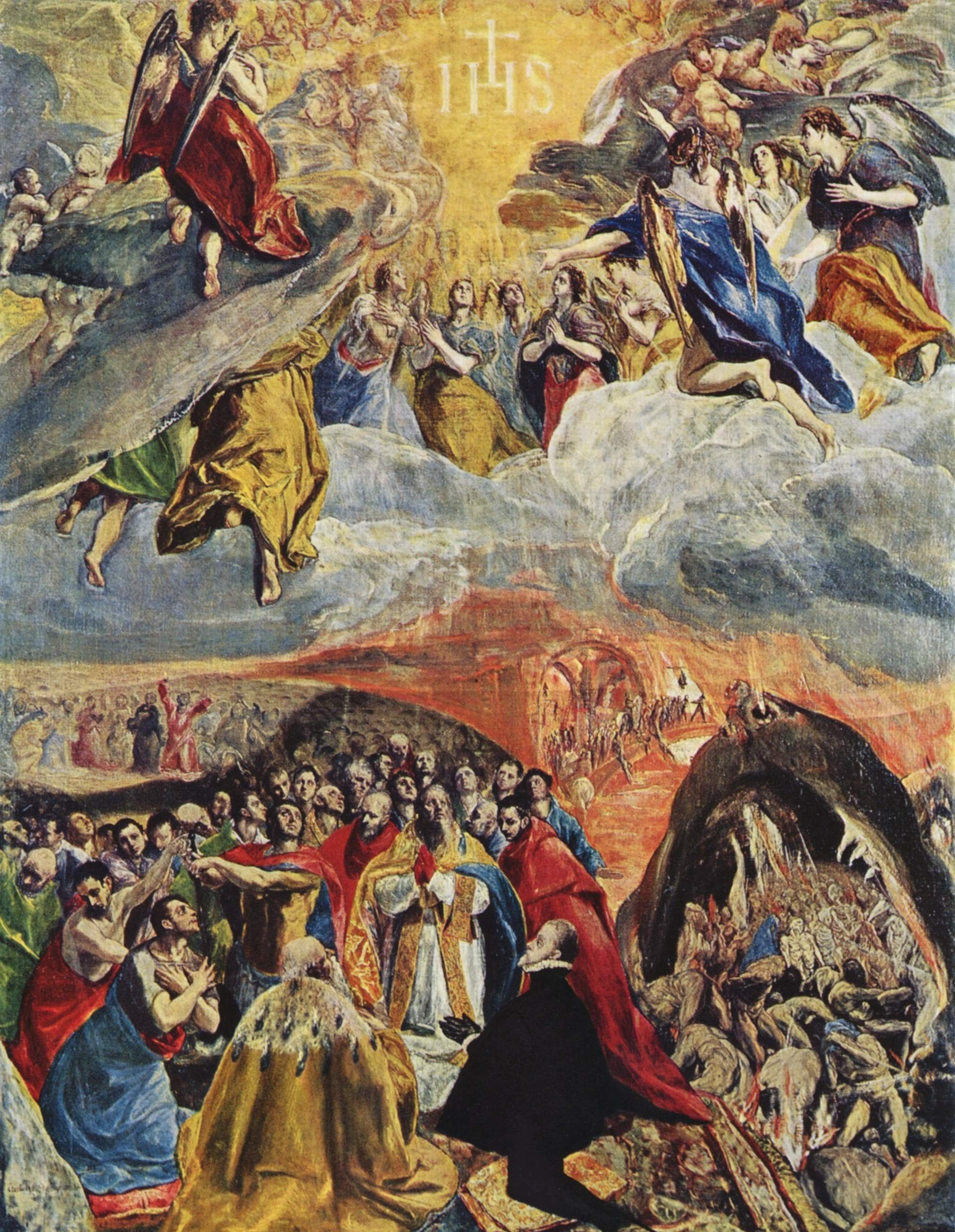
Ель Греко. «Сон Філіпа II»
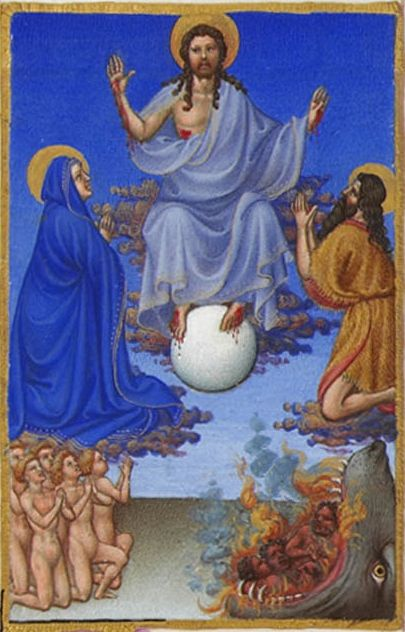
Страшний суд, бл. 1440. «Розкішний часослов герцога Беррійського»